# Nagakute, Aichi
Nagakute (長久手市 Nagakute-shi) là thành phố thuộc tỉnh Aichi, Nhật Bản. Tính đến ngày 1 tháng 10 năm 2020, dân số ước tính thành phố là 60.162 người và mật độ dân số là 2.800 người/km2. Tổng diện tích thành phố là 21,55 km2.